# Список персонажів «Rurouni Kenshin»
Це список персонажів аніме та манґи Rurouni Kenshin

## Персонажі

### Кеншін Хімура
- Кеншін Хімура (яп. 緋村 剣心)

Кенші Хімура

Головний герой – також відомий як хітокірі Батусай, а зараз просто бродяга, «руроні» (слово «руроні» – це неологізм манґаки, складений з двох слів, близьким йому по сенсу є слово «бродячий ронін»), невисокий 28-річний чоловік в пошарпаному одязі. Відмітні особливості: довге руде волосся і хрещатий шрам на лівій щоці. Справжнє ім’я Шінта, коли йому було вісім років, його батьки померли від холери, тому він потрапив до работорговців. Історія дитинства Шінти розповідається в манзі і в першій OVA (але там історія Кенші і Томое переказана дуже неточно).
Він відмінно володіє Хіттон Міцуруґі – «Разючий меч небес» – стародавнім стилем, заснованим на швидкості, що дозволяє вбивати ворогів миттєво, але віднімає багато сил і здоров’я. Важко пережив смерть своєї дружини Томое, Кенші присягнувся, що ніхто не помре на його очах і він нікого не уб'є своїм мечем. Після зустрічі з Кору, жив як бродяга, вірно слідуючи своїм принципам.
Особливістю образу головного героя в серіалі і манзі можна вважати слова-паразити Кенші. Він їх вимовляє, коли знаходиться в гарному і миролюбному настрої. Перше – це вигук «Оро!?», коли він опиняється в дурному положенні. Друге слово він вимовляє в кінці кожного складного речення, звучне як іноді переводиться як «ось що я [не] (зроблю/можу/повинен...)». І замість «я» воліє використовувати поважну форму «ваш покірний слуга»
Таким чином в серіалі по фразах Кенші можна судити про його внутрішній стан і настрій, про те, хоче він вбивати або зберегти життя людей.
Персонаж Кенші Хімура був заснований на реальній історичній особі Кавакамі Генсай (хоча манґака це і всіляко заперечує). Це один з чотирьох самураїв за часів Бакумацу. Вони билися проти сьогуната Токуґави і пізніше підтримували Імператора Мейдзі.
Буквально «хітокірі» переводиться як «вбивця». Ці четверо самураїв були непереможні для звичайних людей. Окрім титулу «хітокірі», їх часто називали «чотири м'ясники» або «кари небес ворогам реставрації Мейдзі».
Сейю: Майо Судзукадзе

### Корі Камея
- Корі Камея (яп. 神谷 薫)

Корі Камея

Головна героїня, головний інструктор Камея-кашін і господиня доджьо Камея-кашін, абсолютно нежіночна і груба 17-річна дівчина.
Стиль володіння шінаєм, бамбуковим мечем, Камея-кашін спеціально був створений її батьком, що пережив жахи Бакумацу. Він учив про меч захищає людей. За півтора року до моменту зустрічі Корі і Хімури, її батько був посланий на війну, на якій він помер, зберігаючи свої ідеали.
На початку манґи Корі, погрожує Кенші, якого вона приймає за вбивцю. Справжній вбивця – «фальшивий Баттосай», ганьбить її ім’я, стверджуючи, що вчився Камея-кашін.
Практично не уміє готувати, тому її друзі радіють будь-якій іншій їжі, що її дуже злить. Мало займається домашніми справами, передавши їх майже в повному об’ємі Кенші. По манзі, ревнує Кенші аж до садомазохізму, підозрюючи його в бурхливому нічному житті, але нічого не говорить йому із цього приводу. Важко перенесла історію життя Кенші, дізнавшись, що він своїми руками убив власну дружину.
Сейю: Мікі Фуджітані

### Меґумі Такані
- Меґумі Такані (яп. 高荷 恵)

Меґумі Такані

Одна з головних героїнь, молодша дочка відомого доктора Такані Рюсея і сама здатний лікар. Змішуючи і очищаючи опіум, працювала на наркоторговця Такеда Канрю, працедавця у тому числі і Аоші Шіноморі. Зважившись з цим покінчити, була готова померти, але після порятунку групою Кенші стала її невід'ємною частиною.
Сейю: Міка Дой

### Яхіко Меджін
- Яхіко Меджін (яп. 明神 弥彦)

Яхіко Меджін

Сирота, син токійського самурая, гордий і зарозумілий. Його батько був бідною людиною, у якої було тільки три кокові землі і дві слуги. Його батько зрадив Бакуфу, прихильників феодалізму і вбивць патріотів, і вступив в Соґітай. Загинув, захищаючи імператорську армію. Його мати померла від хвороб, після багатьох років роботи в кварталах задоволень.
Не потребує жалості оточуючих. Не вважає себе дитиною. Володіє загостреним почуттям справедливості. У епоху Едо міг би бути хорошим самураєм.
Це хлопець маленького зросту з густим чорним волоссям, одягнений в жовте. У момент зустрічі з Кенші, щоб відпрацювати борг якудзі, займається крадіжками.
У першому томі його ловить Кенші, але потім відпускає з гаманцем. Із самого початку обзиває Корі потворою, вважаючи це компліментом для неї. Завищеної думки про самураїв, чекає чогось особливого від Кенші. Гордість не дозволяє йому і далі займатися крадіжками, але сказавши про це своїм господарям, він відразу ж потрапляє в неприємності. Кенші відбиває його у якудзи і забирає з собою в додзе Корі. Щоб стати сильніше, Йоші з радістю починає тренуватися, хоча спочатку незадоволений таким наставником, як Корі. 
У п'ятнадцять років став майстром школи Камея-кашін і отримав сабакато від Кенші.
Сейю: Мііна Томінаґа

### Саносуке Саґара
- Саносуке Саґара (яп. 相楽 佐之助)

Саносуке Саґара

Дев'ятнадцятирічний хлопець, син селянина Камішімое Хіґашідані з маленького села Шінсуу (сучасне Наґано). Молодий хлопець, відмінний кулачний боєць і найкращий друг Кенші. Його мати Нанаме померла вже після того, як він в дев'ять років пішов з дому і вступив в «фальшиву армію» Секіхотай, яку зрадили і знищили патріоти. Після цього він виховувався капітаном Саґарою, чиє прізвище він узяв собі. Ярий супротивник уряду Мейдзі. Колишній найманий вуличний боєць Занза. Вперше, почувши, ким був Кенші за часів революції, думає тільки про помсту, але, пізнавши його краще, поступово стає його товаришем.
Після інсценованої смерті Корі і падіння духу Кенші, покидає Токіо і повертається в своє рідне село, де зустрічається зі своїм батьком; з 16-річною молодшою сестрою Юкі і 6-річним молодшим братом Ота. Але незабаром він повертається до Токіо, сказавши Ота знайти доджьо Камія Кашін. Через проблеми з поліцією покидає ненависну йому Японію і від’їжджає подивитися на світ.
Зовнішній вигляд: «півняча» зачіска, білий одяг з ієрогліфом «злий» на всю спину. Він використовував дзамбу (занбато, «мечелом»), поки Кенші в битві не перерубає цей меч. Саме через цей меч йому дали прізвисько Занза, пізніше він безрезультатно застосував цей меч проти «шести товаришів».
Сейю: Юджі Уеда

### Хаджіме Сато
- Хаджіме Сато (яп. 斎藤)

Хаджіме Сато

Колишній капітан третього загону Шінсенґумі. Під час революції бився на стороні сьогуната, але з настанням нової ери перейшов працювати офіцером в поліцію. Змінив ім’я на Фуджіта Ґоро. Керується залізним принципом, що зло повинне бути знищене, на чиїй би стороні воно не стояло. Вважає Батосая ворогом, але Кенші вважає слабким супротивником. Співробітничає з ним, щоб позбавитися від Макото Шішіо і Еніші Юкішіро. Одружений, можливо є діти.
Сейю: Хіротака Судзуокі

### Оси Шіноморі
- Оси Шіноморі (яп. 四乃森 蒼紫)

Глава Онівабаншю – загону ніндзя, які за часів революції захищали місто Кіото. Винить Кенші в смерті чотирьох підлеглих і шукає його, щоб убити. Великий воїн, що став командиром в чотирнадцять років. Пізніше зраджує Онівабаншю, приєднуючись до Макото Шішіо, але після зустрічі з Кенші став іншою людиною. У частині "Джінчю" саме Аоші розкриває уявну смерть Камії Каору, і надалі допомагає Кенші в боротьбі з Еніші Юкішіро.
Сейю: Йошіто Ясухара 

### Сейджюро Хіко ХІІІ
- Сейджюро Хіко ХІІІ (яп. 比古 清十郎 十三代)

Сейджюро Хіко ХІІІ

Вчитель Кенші. Останній хранитель стилю Хіттон Міцуруґі. Відрізняється великою силою і ростом, непростим характером. Саме він свого часу врятував маленького Кенші від розбійників, дав йому нове ім’я і навчив стилю Хіттон Міцуруґі. Через розбіжності в поглядах уважає Кенші дурним учнем і не прагне допомогти йому. Носить білий плащ вагою в 32 кілограми, любить пити саке. Для прикриття працює гончарем.
Сейю: Шюічі Ікеда

### Макото Шішіо
- Макото Шішіо (яп. 志々雄 真実)

Макото Шішіо

Колишній хітокірі. Після відходу Кенші, зайняв його місце. Був зраджений патріотами, розстріляний і спалений, але дивом вижив. Мріє повалити уряд Мейдзі і встановити свій режим. Зовні схожий на ожилу мумію, але зберігає тверезість розуму і гострий розум. Зібравши в Кіото армію своїх послідовників готує в Японії державний переворот. Його тіло не може зберігати постійну температуру, тому постійно нагрівається.
Сейю: Масанорі Ікеда